# TV3 Sport
TV3 Sport er et produktionsselskab, der fra januar 2013 står bag de danske tv-kanaler TV3 Sport, TV3 Max, Viasat Golf, TV3+ mv. Bag selskabet står Nordic Entertainment Group, der overtog selskabet fra Modern Times Group (MTG) i juli 2018. MTG drev i forvejen Viasat- og TV3-kanalerne og som sammen med TV 2 ejede tv-kanalen TV 2 Sport. Efter at TV 2 imidlertid valgte at sælge sin ejerandel til MTG, blev kanalen relanceret 7. januar 2013 som TV3 Sport 1, og TV3 Sport præsenteret som det nye fælles navn.

## Nøglepersoner
- Jakob Kjeldbjerg
- Camilla Martin
- Carsten Werge
- Svend Gehrs
- Peter Palshøj
- Henrik Knudsen